# Melotte 111
Melotte 111 (również Gromada Warkocza Bereniki lub Gromada Warkocza) – gromada otwarta w gwiazdozbiorze Warkocza Bereniki. Znana już Ptolemeuszowi około 138 roku n.e.
Gromada nie została spisana przez Charles’a Messiera, nie znalazła się też w katalogu NGC, gdyż jej naturę rozpoznał dopiero Robert Julius Trumpler w 1938 roku. Zidentyfikował on 37 gwiazd jako należące do gromady. Wcześniej, w 1915 roku, Philibert Melotte dodał obiekt do swojego katalogu pod numerem 111.
Gromada rozciąga się na niebie w obrębie ponad 4,5 stopnia. Według pomiarów przeprowadzonych przez satelitę Hipparcos Europejskiej Agencji Kosmicznej Melotte 111 znajduje się w odległości około 288 lat świetlnych od Słońca, co czyni ją trzecią spośród najbliższych nam gromad otwartych (za Collinder 285 i Hiadami).
Według „The Sky Catalog 2000” gromada ma około 400 mln lat, jej najjaśniejsze gwiazdy mają około 4,35m, typ widmowy najgorętszych – A0.
Chociaż gromada zawiera gwiazdy o jasnościach do 10,5m, to nie odnaleziono żadnych słabszych obiektów. Możliwe że jest to spowodowane małą masą gromady, która nie była w stanie zapobiec ucieczce gwiazd w przestrzeń.